# Mona Skagerfors
Gunilla Mona-Lill Mona Skagerfors, född Löfgren 10 februari 1922 i Vasa församling i Göteborg, död 10 november 2011, var en svensk journalist, tecknare och modeillustratör som framförallt skildrade mode och dräkthistoria. Hon var verksam som modetecknare vid flera stora tidningar, bland annat Dagens Nyheter, Göteborgs-Posten och Göteborgs Handels- och Sjöfartstidning. Hon gjorde kostymer till Göteborgs stadsteater, undervisade vid Högskolan för design och konsthantverk och gjorde en utställning som bland annat visades på Göteborgs stadsmuseum och Kulturhuset i Stockholm.

## Biografi
Skagerfors föddes 1922 i Göteborg. Hon var yngst av två döttrar. Hon var dotter till hovfotografen Erik Valdemar Löfgren och Evelina Alexandra Fredriksson. 18 maj 1945 gifte hon sig med bildkonstnären Olle Skagerfors.
I början av 1940-talet utbildade Mona Skagerfors sig till tecknare på Slöjdföreningens skola i Göteborg (nuvarande HDK-Valand), där hon läste inriktningen reklam. På skolan träffade hon konstnären Olle Skagerfors som sedan blev hennes make. År 1944, när paret avslutat sina utbildningar, reste de till Paris för en månads vistelse. Under vistelsen bestämde de sig för att stanna kvar i staden eftersom Paris erbjöd möjligheter för Mona Skagerfors karriär som modeillustratör. De bodde i Paris i tre år, under vilka de gifte sig och fick dottern Anna.
Mona Skagerfors arbetade som modeillustratör åt företaget Gillblads, men sade upp sig för att istället teckna åt tidningar. Under tiden i Paris försörjde Mona Skagerfors sig på att teckna och under signaturen Skagerfors publicerades hennes modeteckningar i Dagens Nyheter, Göteborgs Handels- och Sjöfarts-Tidning och Bonniers månadstidning. För den sistnämnda tecknade hon ett uppslag till varje nummer. Skagerfors inspirerades bland annat av Christian Diors visningar i Paris, dit hon fick tillträde.
Familjen Skagerfors flyttade sedermera till Sverige eftersom maken längtade tillbaka. De bosatte sig i Göteborg, men köpte sedan ett hus på Klädesholmen. Deras hem blev en mötesplats för konstnärer och teaterfolk. Olle Skagerfors var konstnär och mellan 1950 och 1980 satt Mona Skagerfors ofta modell för hans målningar. Tillbaka i Sverige fick Mona Skagerfors anställning som modeillustratör och även som modeskribent på Göteborgs-Posten där hon sedan arbetade i 18 år. Under 1950-talet designade Mona Skagerfors kostymer till pjäser som sattes upp på Göteborgs stadsteater. Hon var vid samma tid anställd som konsult för ett företag och designade en egen kollektion.
Mona Skagerfors arbetade under 1960-talet som lärare i modeteckning vid Konstindustriskolan, som under denna period var namnet på den tidigare Slöjdföreningens skola. Hon hade planer på att skolan skulle öppna en modeinriktning, men eftersom en kritik mot mode växte fram under 1970-talet genomfördes inte detta. Under samma period började Mona Skagerfors att arbeta för Gillblads igen.
Två gånger om året reste Mona Skagerfors till Paris för att hålla sig uppdaterad om det senaste modet. Hon reste också till London som under 1960-talet utmanade Paris status som modecentrum. På 1970-talet reste hon även till Rom för att gå på modevisningar.
1990 belönades Mona Skagerfors med Göteborgs stads Honnörsstipendium för uppskattad gärning inom stadens kulturliv. 2000 hade Mona Skagerfors en utställning på Göteborgs stadsmuseum på temat hur tiden inverkar på vår klädsel. Året efter visades den på Stockholms Kulturhus. Mona Skagerfors tecknade bilder till utställningen för att visa förändringen för varje årtionde under 1900-talet. Hon höll också föreläsningar på samma tema i olika sammanhang.
Mona Skagerfors avled 2011, 89 år gammal. Hon är gravsatt i minneslunden på Maria Magdalena kyrkogård i Stockholm.